# Cascate del Varone

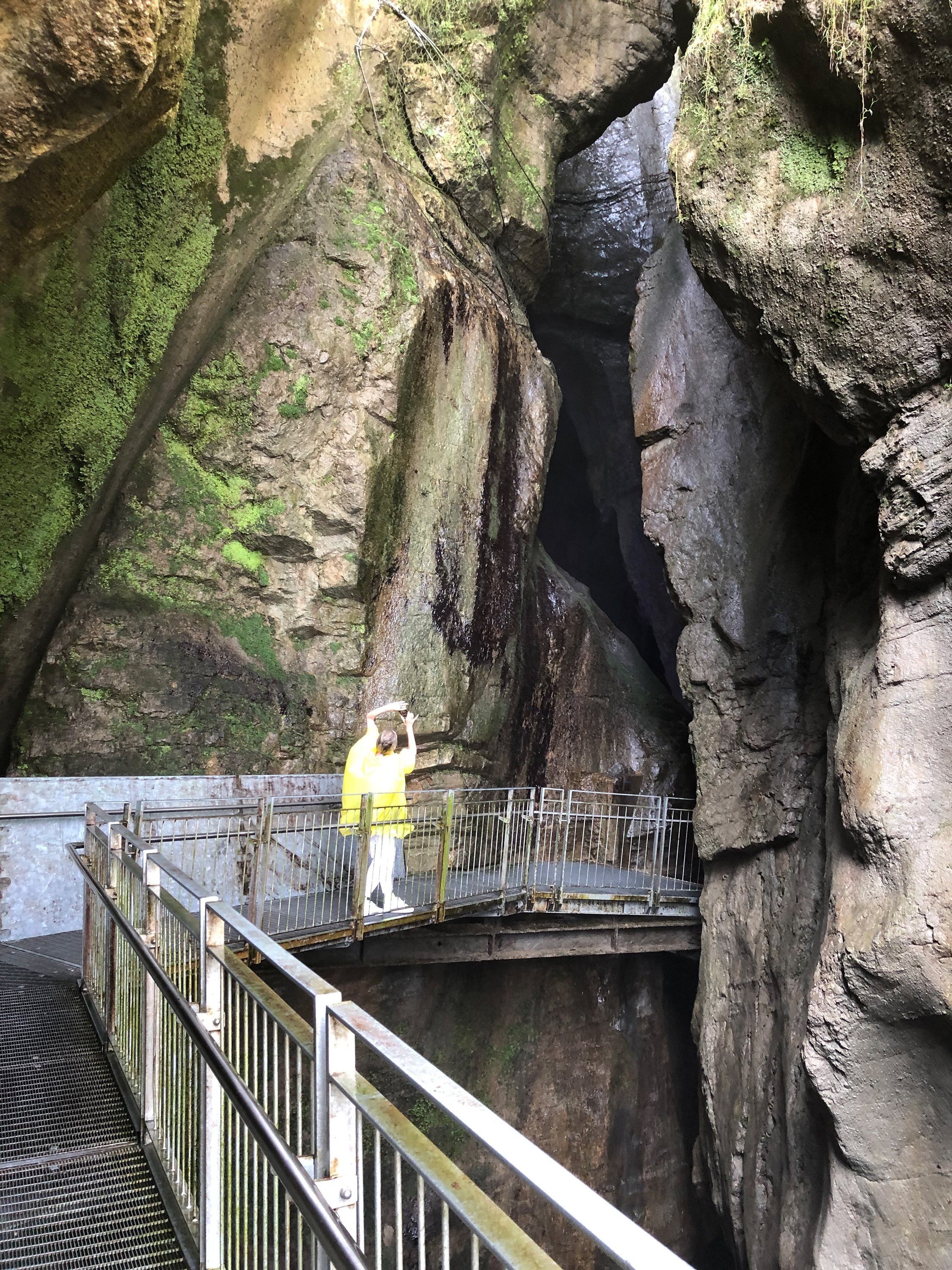
Eingang zur oberen Grotte

Die Cascate del Varone sind ein mehrstufiger Wasserfall nahe der Ortschaft Tenno, etwa 3 km entfernt von Riva del Garda im Trentino.

## Lage und Name
Der in mindestens drei Abschnitte zu unterteilende Wasserfall – obere Grotte, untere Grotte und offene Stufen – ist Teil des Torrente Varone, der in seinem Oberlauf den Namen Magnone trägt. Der knapp zehn Kilometer lange Bach entspringt westlich des Tennosees und wird durch Sickerwasser des Tennosees zusätzlich gespeist. Er mündet schließlich in Riva del Garda in den Gardasee.
Nachdem der Magnone die Wasserfälle durchlaufen hat, heißt er Varone, nach der zur Gemeinde Riva del Garda gehörenden Fraktion Varone. So lässt sich die Bezeichnung „Cascate del Varone“ mit „die Wasserfälle von Varone“ übersetzen.

## Entstehung
Aus erdgeschichtlicher Sicht kann der Varone-Wasserfall als Rarität in der Geologie betrachtet werden.
Durch den Rückzug des im Quartär entstandenen westlichen Arms des Etschgletschers hat sich das Gletscherbett, in dem die Eismassen lagen und das das heutige Tal des Flusses Sarca und des Gardasees bildet, abgetragen und verflacht. Dieser Effekt trat teilweise auch in kleineren Seitentälern, wie zum Beispiel dem Magnone-Tal auf, wirkte sich dort aber weniger stark aus. Nachdem sich der Gletscher zurückgezogen hatte, hatten die Bäche der Seitentäler ein viel stärkeres Gefälle, was eine verstärkte Erosion zur Folge hatte.
Seit mehr als 20.000 Jahren gräbt sich der Varone, dessen Wasser sehr sand- und kieshaltig ist, seinen Weg durch eine nahezu senkrechte Klamm. Die Cascate del Varone und die von ihnen gegrabene Schlucht gelten als perfektes Beispiel für die rückschreitende Erosion durch Wasserfälle. Das Wasser stürzte aus dem Magnone-Tal hinunter und sammelte sich in der tieferliegenden Talmulde von Riva. Diese alte Stufe des Wasserfalls lag deutlich tiefer als die heutige Stufe, das heißt, die Wand, die in der Fachsprache „Schwelle“ genannt wird, des Magnone-Tals befand sich sehr viel weiter vorn. Der Fall lag damals an der Stelle des Eingangs zur heutigen Schlucht, die zu jenem Zeitpunkt noch nicht existierte. Bedingt durch die unterschiedliche Härte des Gesteins hatte die Erosion unterschiedlich starke Auswirkungen, da sie den ursprünglichen Faltungen des Gesteins folgte. Anfangs wirkten die Erosionskräfte eher schwach, verstärkten sich aber deutlich, nachdem sich ein erstes Bachbett gebildet hatte. Im harten Jurakalk von Varone zeigt sich die Erosion in schmalen, aber tiefen Einschnitten. Das Wasser, das viel Sand mit sich trägt, bildet beim Fallen Strudel, die sich immer tiefer in die entstehende Schlucht „hineinfräsen“. Dieser Vorgang dauert immer noch an, und das Wasser erodiert das Gestein durchschnittlich zwei Millimeter pro Jahr. Dadurch zieht sich der obere Rand der Stufe immer weiter in den Berg zurück und vergrößert dadurch die Fallhöhe. Gleichzeitig arbeiten sich die Wasserstrudel immer tiefer in den Berg hinein.
Heute hat die Schlucht vom unteren Eingang aus eine Länge von 55 Metern. Ganz oben, wo sich der höchste Austritt befindet, hat sie sich 73 Meter in den Fels gegraben. Die gesamte Fallhöhe der Kaskaden liegt bei etwa 100 Metern.

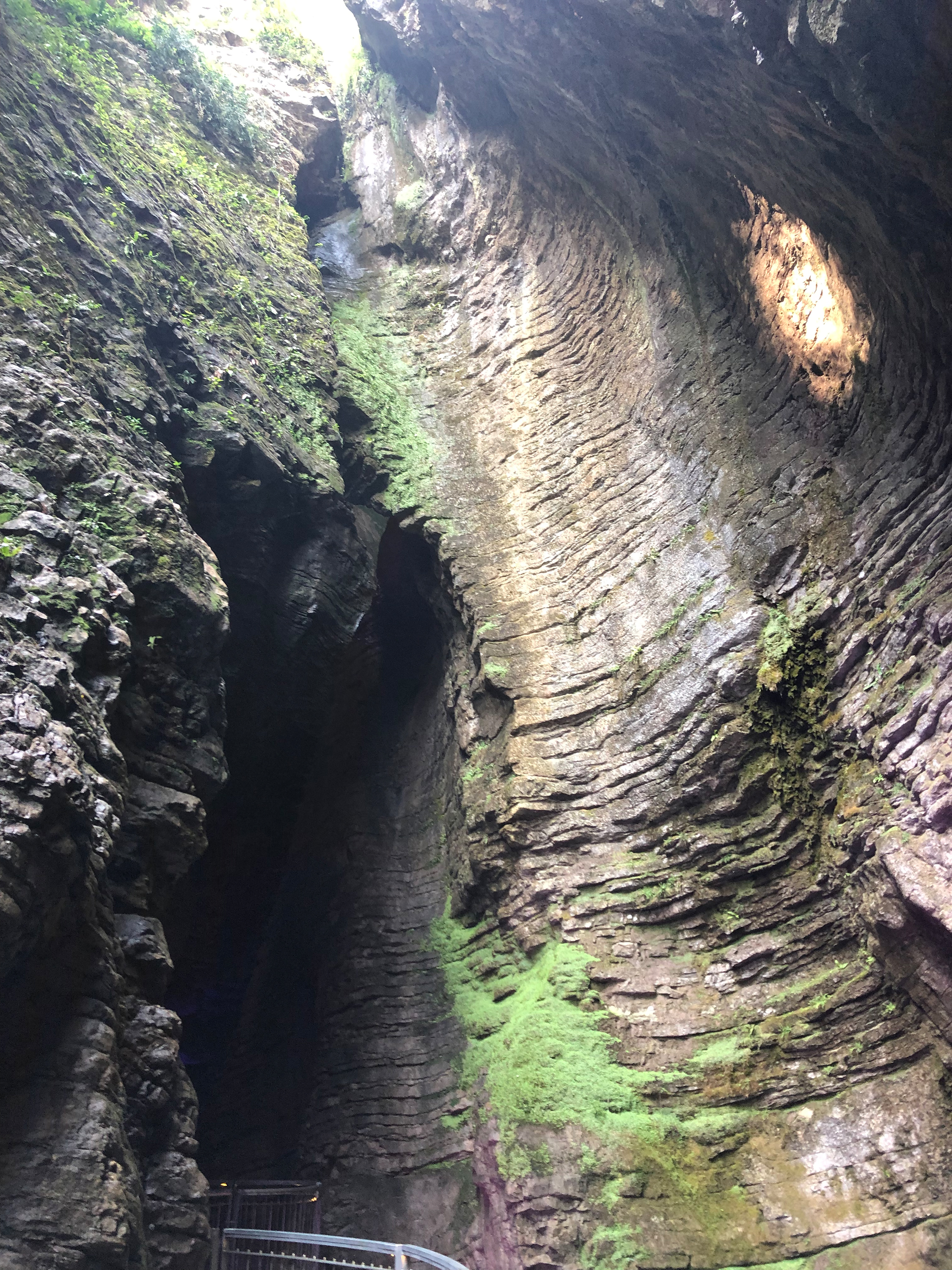
Der nicht mehr vom Wasser durchflutete „alte Teil“ der unteren Grotte
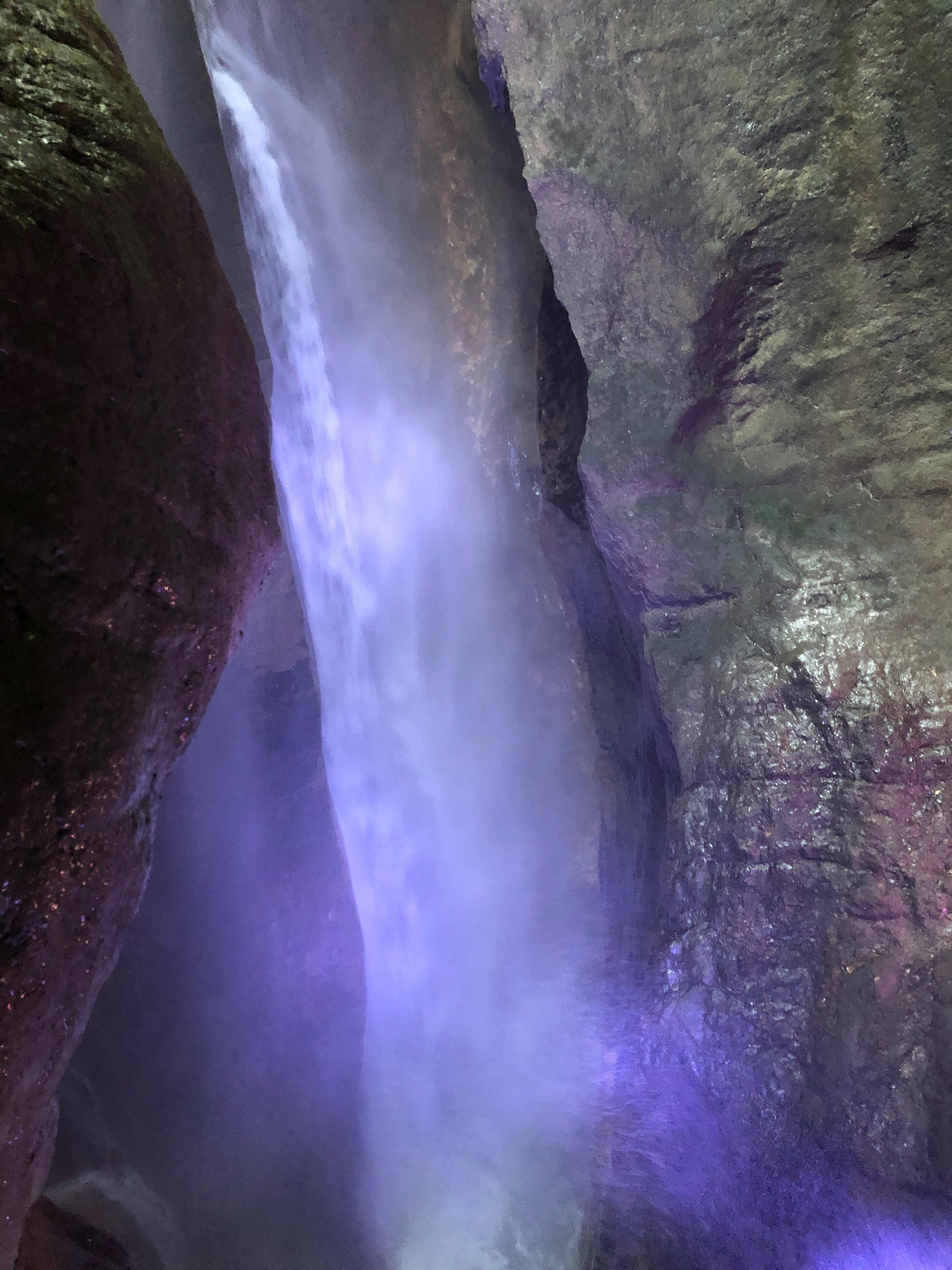
Das Wasser hat sich inzwischen viel tiefer in den Fels gegraben.
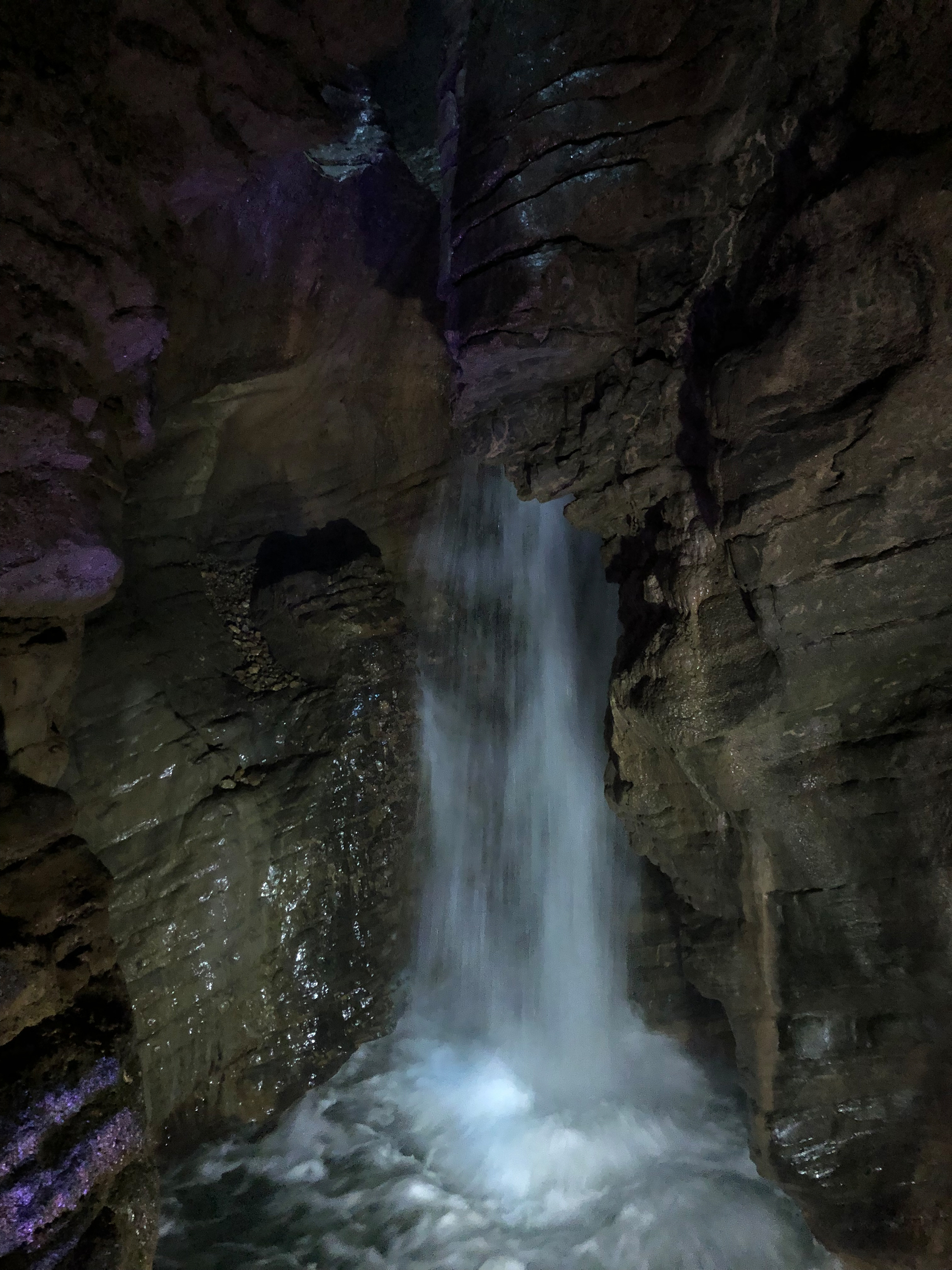
Die tiefste Stelle der unteren Grotte
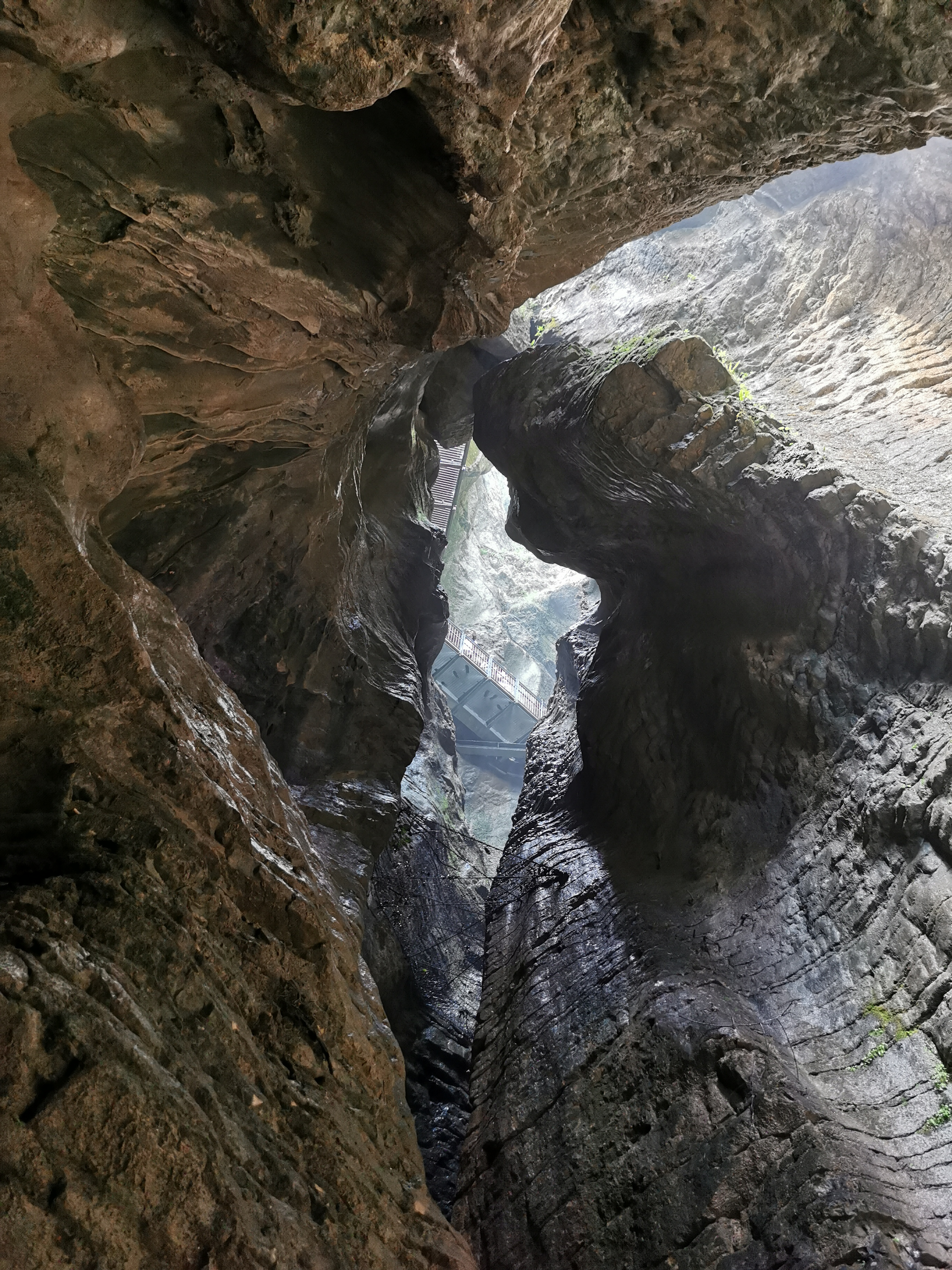
Blick von der unteren Grotte (senkrecht nach oben) auf den Steg zur oberen Grotte

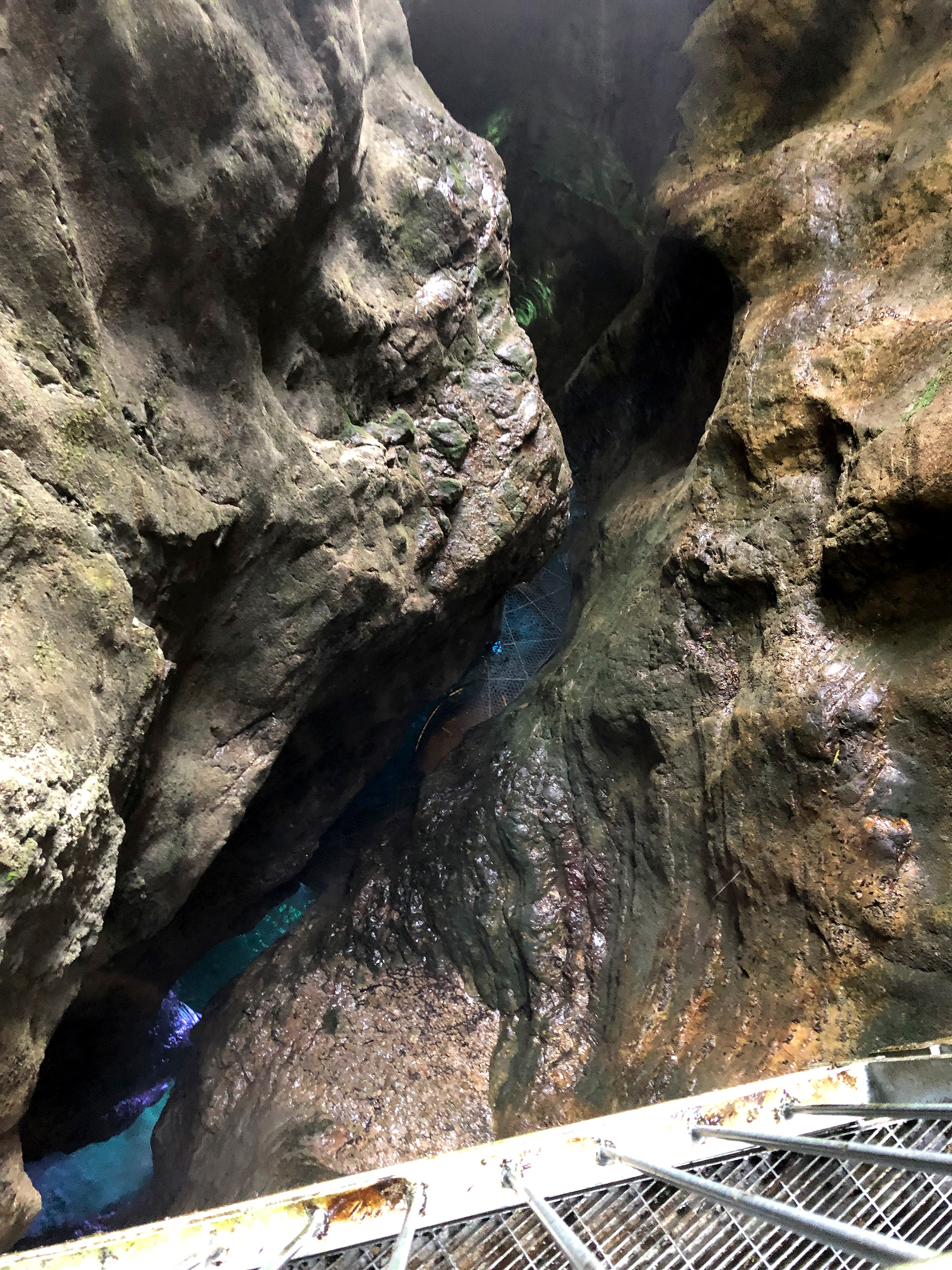
Blick von der oberen Grotte in die untere
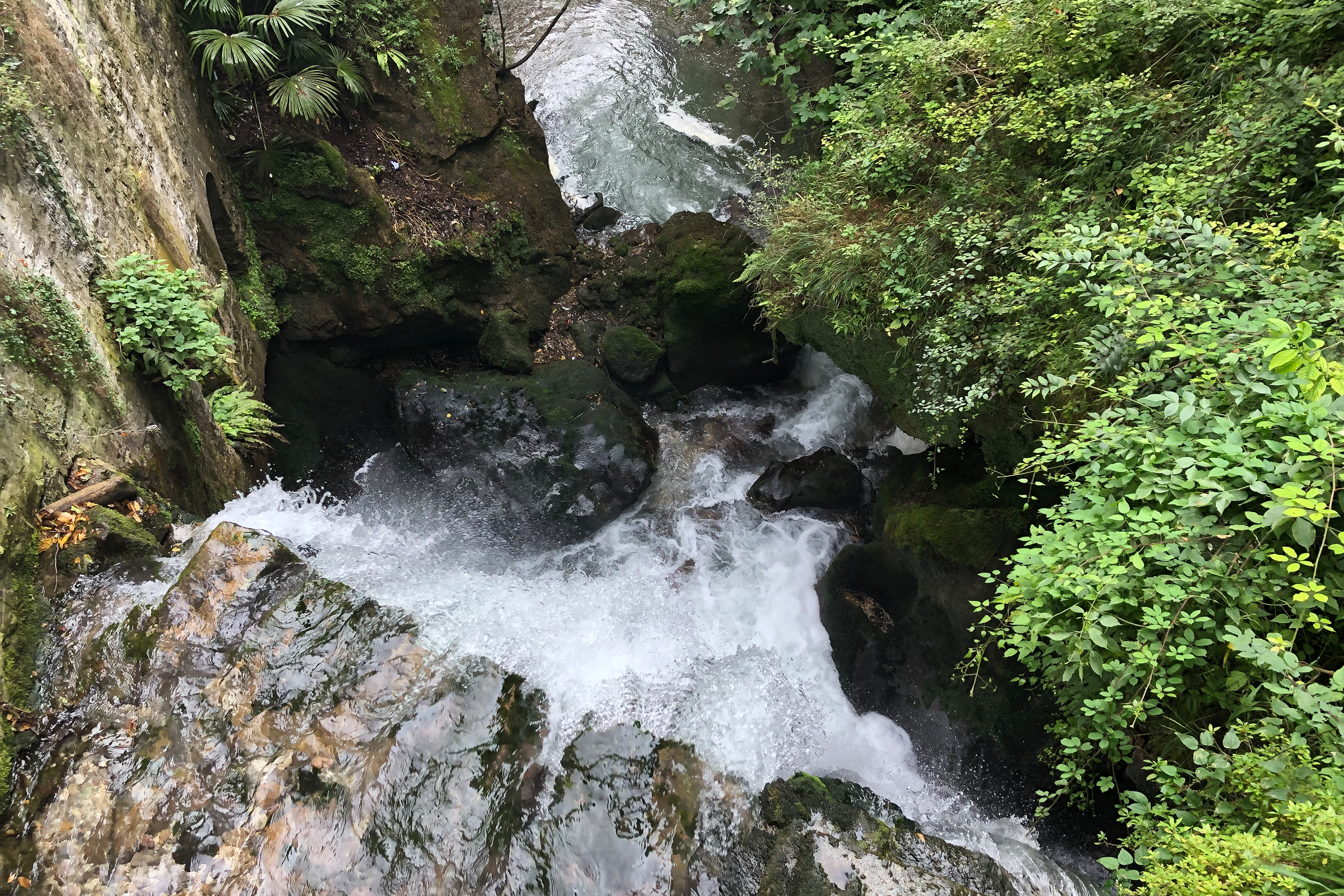
Eine der offenen Stufen außerhalb der Grotte
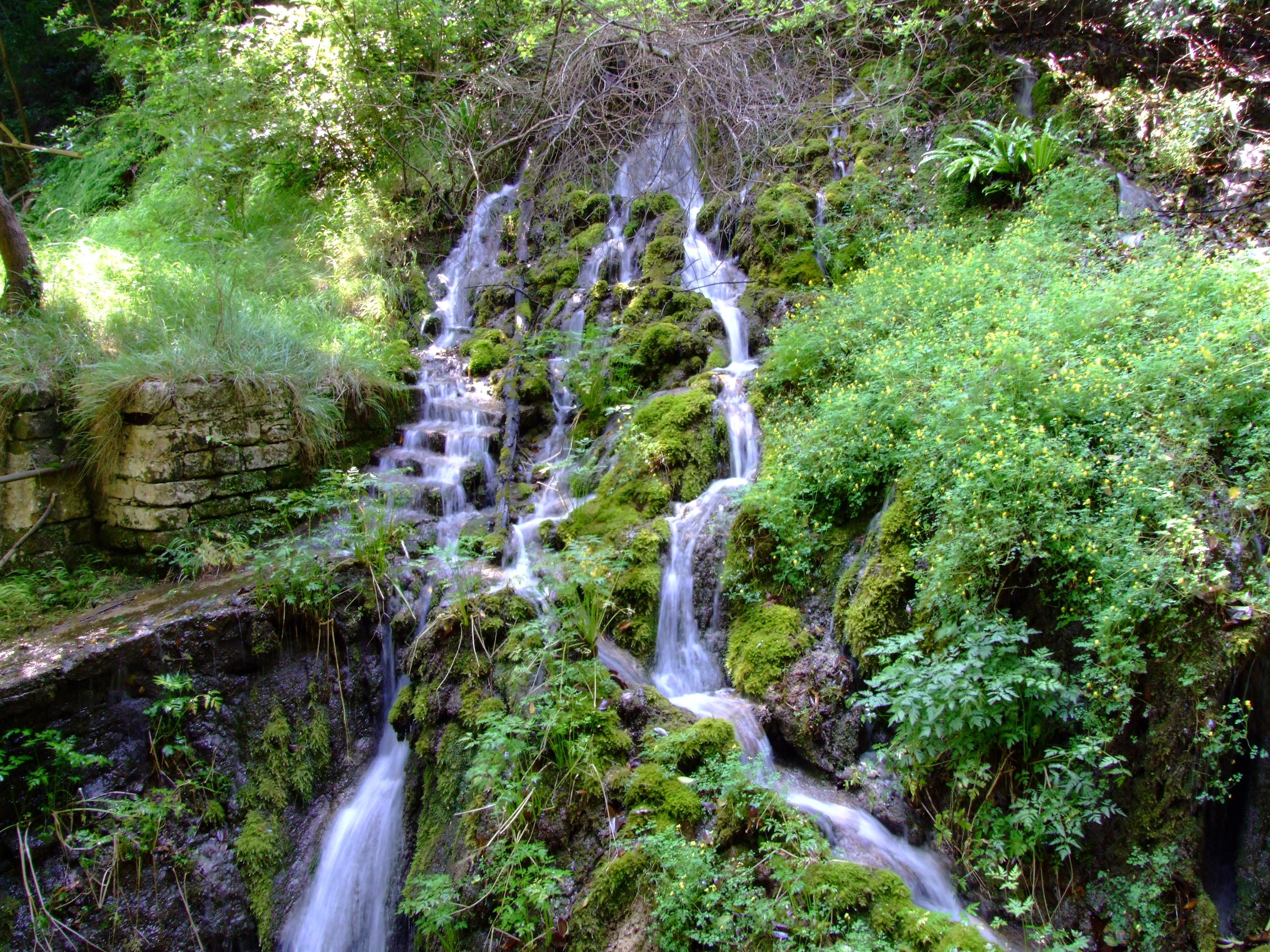
Kleinere Nebenstufen

## Touristische Erschließung

### Parco Grotta Cascata Varone
Vor der Eröffnung des „Parco Grotta Cascata Varone“ war das Erreichen des Wasserfalls eine durchaus gefährliche Angelegenheit: Umgeben von steilen Felswänden war der unmittelbare Zugang nur durch direktes Durchqueren des Falls oder von der oberen Schlucht aus durch Abseilen möglich.
Die Geschichte der touristischen Erschließung der Wasserfälle ist eng mit dem Namen Bozzoni verbunden und mit den national-politischen Bewegungen des 19. und 20. Jahrhunderts verstrickt. Die ursprünglich aus der Nähe von Toscolano Maderno stammende Familie Bozzoni war Ende des 16. Jahrhunderts als Papierlieferanten an den Hof des Fürstbischofs von Trient gelangt und seit dem 17. Jahrhundert Besitzer der in Varone liegenden Papiermühle. Im Laufe des 18. Jahrhunderts weiteten die Bozzoni ihre wirtschaftlichen Interessen aus und gelangten in den Besitz einer Seidenspinnerei und einer Ölmühle. Ende des 18. Jahrhunderts erwarb man zudem die Wasserrechte des Varone und die Grundstücke direkt unterhalb des Wasserfalls.
Im 19. Jahrhundert gehörte die Familie zu den einflussreichsten Familien der Gegend, die mit der italienischen Unabhängigkeitsbewegung des Risorgimento sympathisierte. Das hielt die Familie allerdings nicht davon ab, die Nähe zu den Habsburgern zu suchen, als sich die Gelegenheit bot, die Habsburger für ihre Zwecke auszunutzen. Mit dem Ausbruch der Pébrine-Krankheit, die den Niedergang der Seidenraupenzucht im südlichen Tirol einleitete, und dem Verlust der Papierabsatzmärkte in der Lombardei und Venetiens nach dem Zweiten und Dritten italienischen Unabhängigkeitskrieg mussten neue Einkommensquellen erschlossen werden. Der ab der Mitte des 19. Jahrhunderts aufkommende Tourismus bot die Gelegenheit dazu. Es war Pietro Bozzoni, der den touristischen Wert der Fälle erkannte und die zu den Wasserfällen führende Klamm mit Stegen zugänglich machte sowie den Bereich davor parkähnlich ausgestalten ließ. Das Werk widmete er Erzherzog Albrecht von Österreich, der bereits Arco als Kurort bekannt gemacht hatte, wobei er auf einen ähnlichen Werbeeffekt hoffte.
Am 20. Juni 1874 wurde der Parco Grotta Cascata Varone schließlich feierlich der Öffentlichkeit übergeben. Schirmherren waren der König von Sachsen und Prinz Nikola von Montenegro, die in der Nähe von Riva Urlaub machten. Nach dem Tod von Pietro Bozzoni 1892 und des ältesten Sohnes Luigi 1895 waren es die Söhne Pietro und Giacomo Bozzoni, die ihren wirtschaftlichen und politischen Einfluss nutzten, um die Attraktivität der Wasserfälle zu steigern. Im Spannungsfeld des italienisch und deutsch-österreichischen Nationalismus zwischen dem Ende des 19. und dem Beginn des 20. Jahrhunderts verhielten sich die beiden Brüder ambivalent. Zum einen erfreute man sich des Besuchs national-italienisch gesinnter Vereine, wie der Società degli Alpinisti Tridentini, des Touring Club Italiano oder der Lega Nazionale, Silvio trat diesen Organisationen zum Teil bei, zum anderen warb man weiterhin um die Habsburger, so 1911, als Erzherzog Karl und seine Frau Zita die Wasserfälle besuchten. Ob Giacomo Bozzoni zu diesem Zeitpunkt bereits mit dem italienischen Nachrichtendienst zusammenarbeitete, ist nicht eindeutig geklärt. Unter den beiden Brüdern wurden zu Beginn des 20. Jahrhunderts die Gebäude im Eingangsbereich errichtet, die vom Architekten Giancarlo Maroni entworfen wurden, der unter anderem auch den Wohnsitz von Gabriele D’Annunzio, den sogenannten Vittoriale degli italiani, in Gardone Riviera oder das Gebäude des Wasserkraftwerkes in Riva del Garda entwarf.
Nach dem italienischen Kriegseintritt im Mai 1915 mussten die Brüder das nahe an der Front gelegene Varone verlassen und flüchteten zunächst nach Egg, später nach Groß-Siegharts und landeten schließlich in Innsbruck. 1916 wurde Silvio Bozzoni wegen seiner Mitgliedschaft in irredentistischen Vereinen wegen Hochverrats angeklagt und im Internierungslager Katzenau interniert. Nach der von Kaiser Karl I. gewährten Amnestie konnte er Katzenau im Mai 1917 wieder verlassen. Ein halbes Jahr später war es dann Giacomo, der im Januar 1918 in Innsbruck wegen Spionageverdachts verhaftet und eingesperrt wurde. Aus der Haft wurde er erst wenige Tage vor Kriegsende am 31. Oktober 1918 entlassen. Am 11. November 1918 langten die beiden Brüder wieder in Varone an.
Nach der Wiedereröffnung der Parks und der Wasserfälle waren es in den 1920er Jahren Umberto II. aus dem Haus Savoyen oder Gabriele D’Annunzio, die nun im Königreich Italien zur Bekanntheit der Cascate del Varone beitrugen.

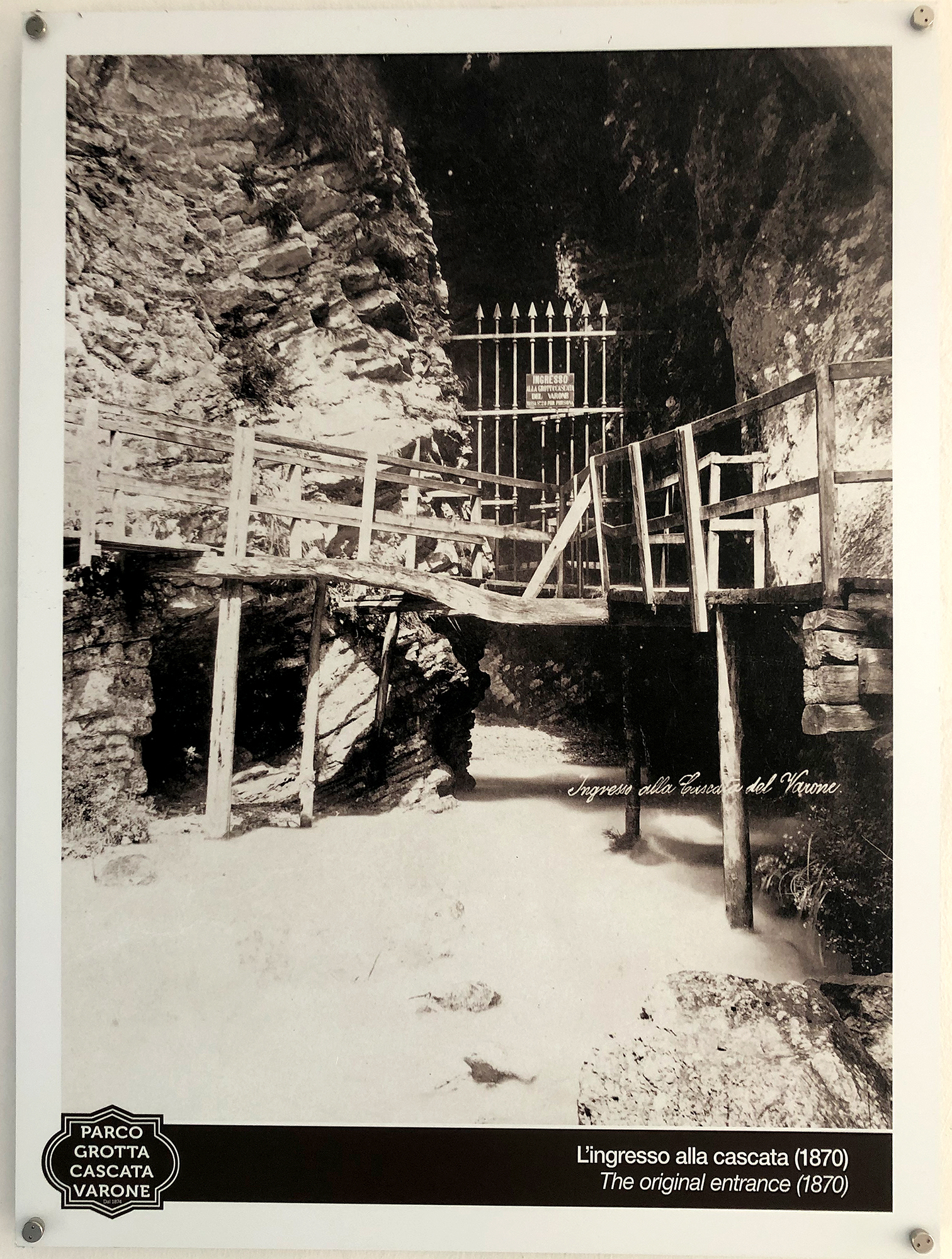
Bau des originalen Eingangs zur unteren Grotte (1870)
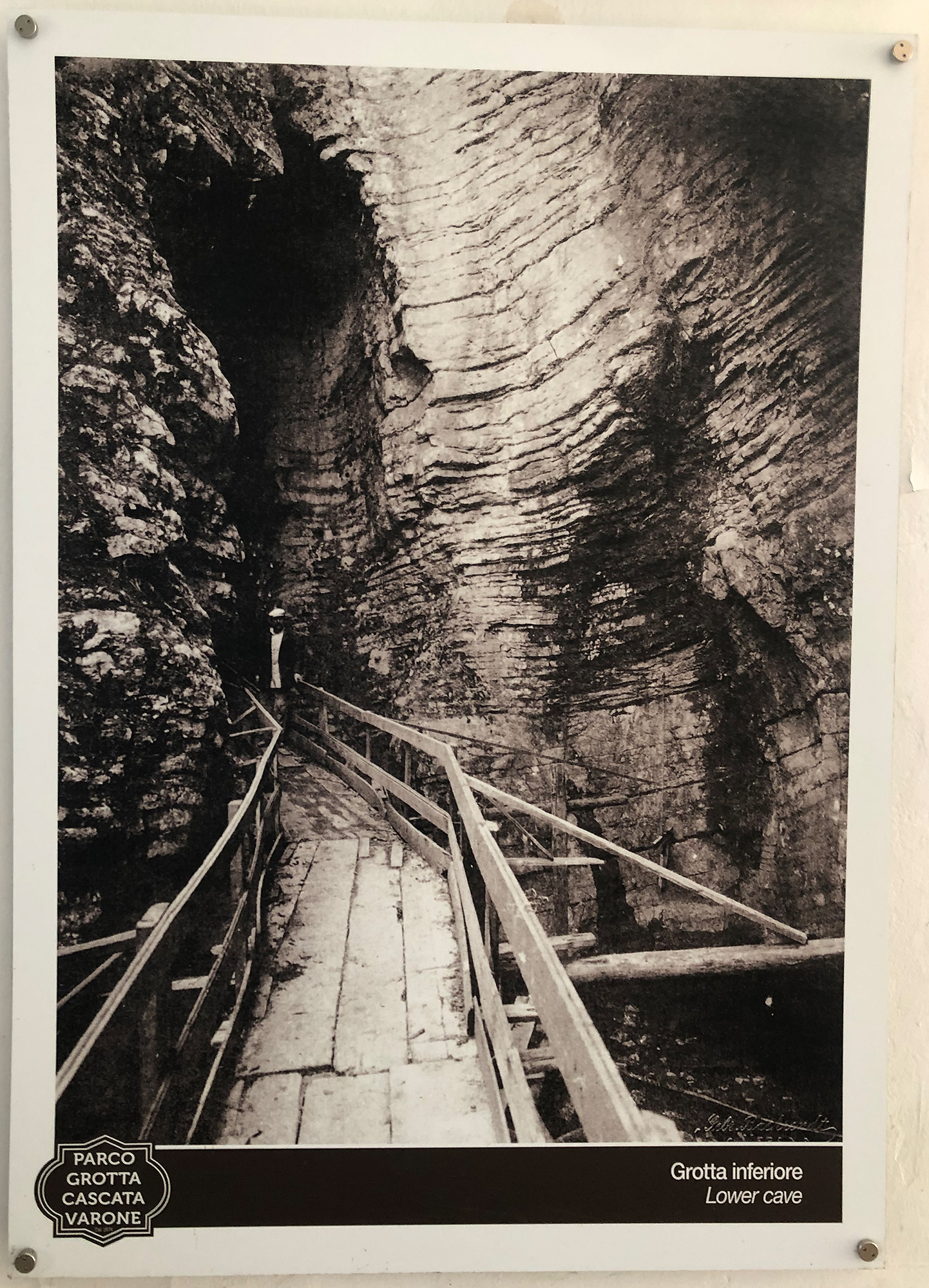
Die untere Grotte
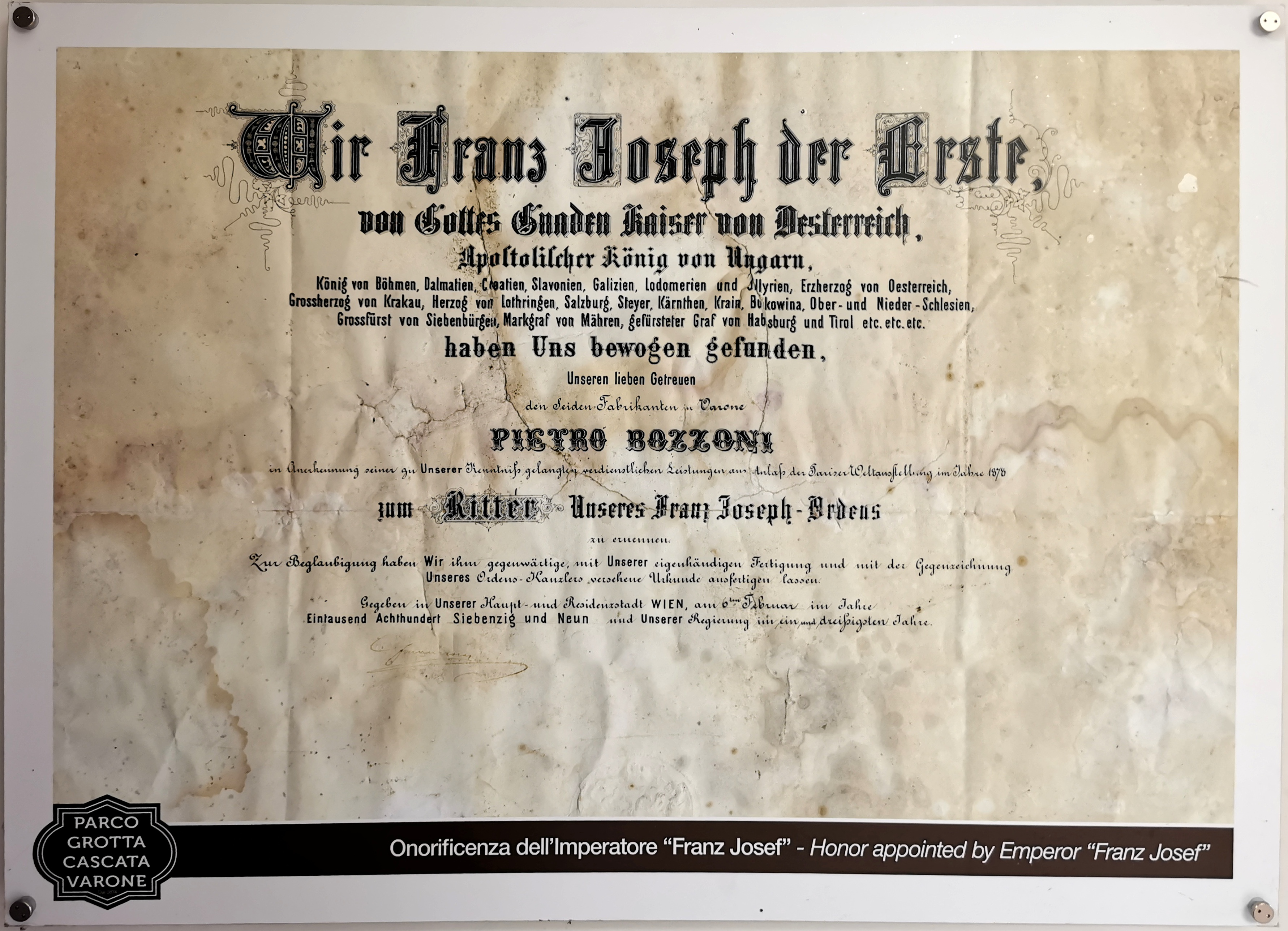
Ordensverleihung für den Papierfabrikanten Pietro Bozzoni aus Varone durch Kaiser Franz Joseph I. (1879)
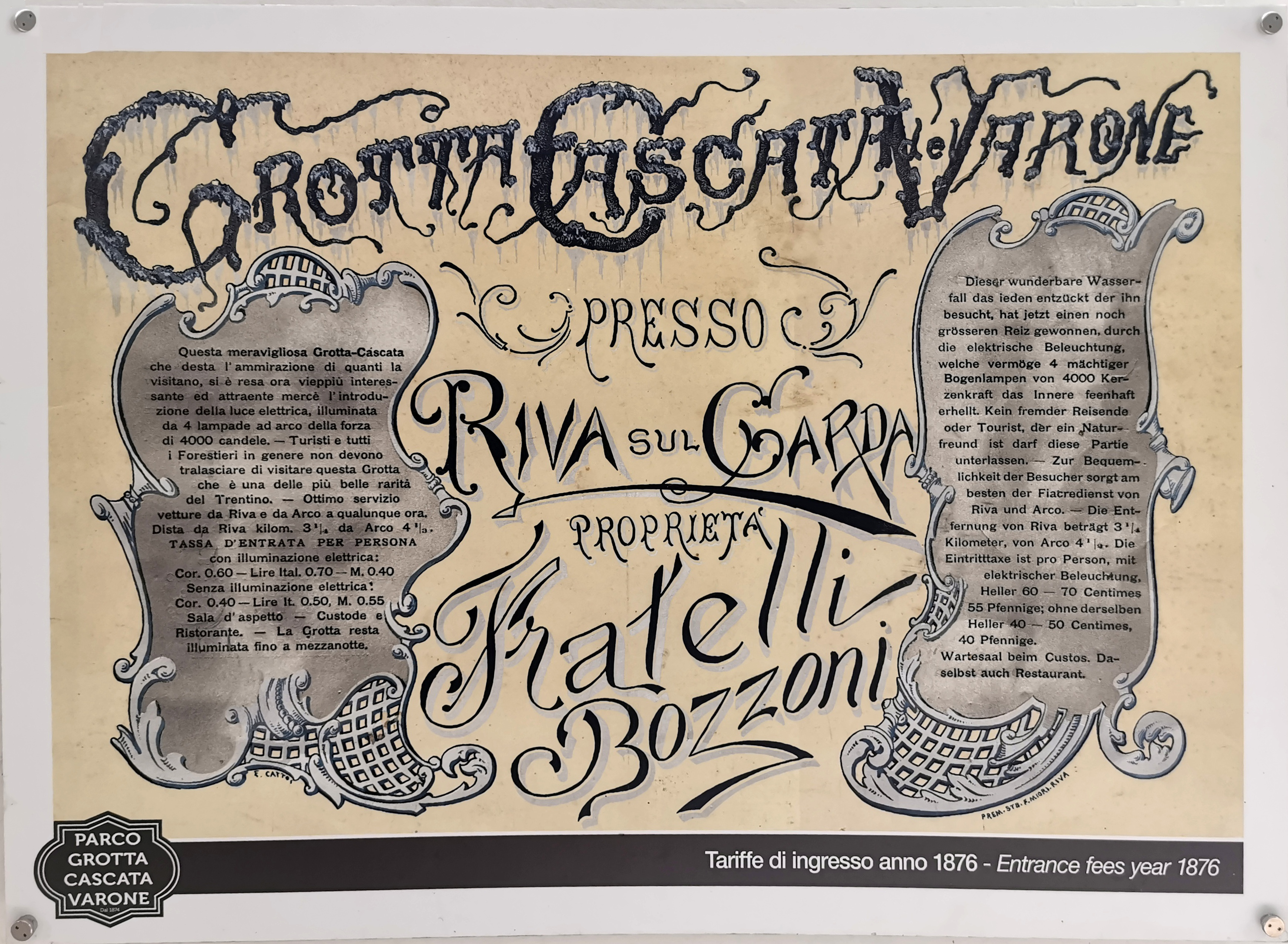
Eintrittsgebühren für den Wasserfall Varone (1876)
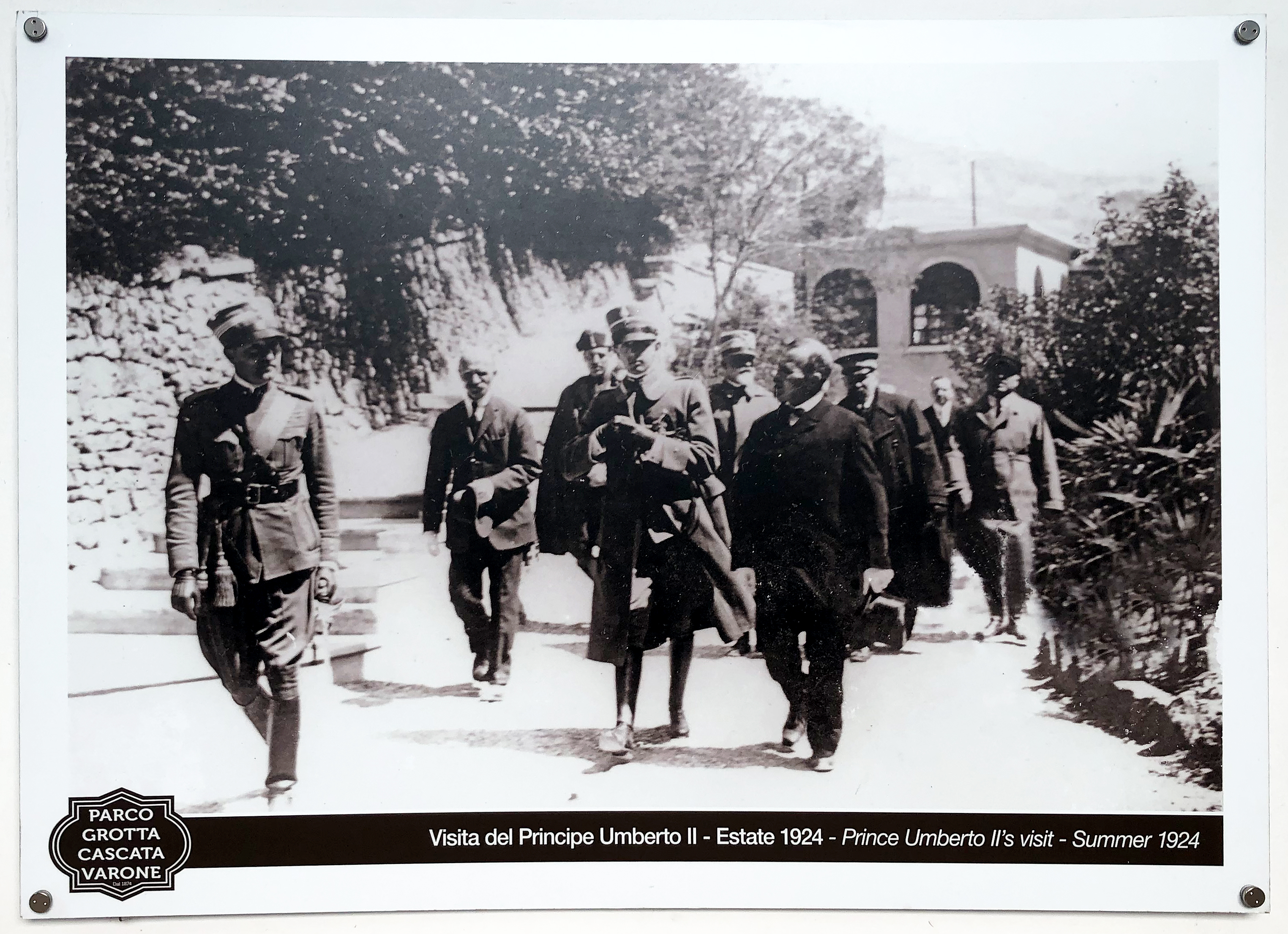
Besuch von Umberto II. (1924)

### Giardino Botanico
Später wurde die Anlage durch einen botanischen Garten (Giardino Botanico) erweitert, der um die 115 teilweise weitgefassten Stufen herum, die zur oberen Grotte führen, angelegt wurde. Dieser Garten ist entstanden, um den Besuch des Wasserfalls zu erleichtern. Früher mussten sich die Besucher durch Dornenbüsche und Gestrüpp kämpfen, um den oberen Teil des Wasserfalls besichtigen zu können.
Durch den Wasserfall hat sich ein eigenes „Mikroklima“ gebildet. Dadurch wachsen in diesem Winkel des Sarca-Tals Pflanzenarten nebeneinander, die sonst selten zusammen zu sehen sind. Typische südländische Pflanzen stehen nur wenige Meter von Bäumen entfernt, die sonst nur im Hochgebirge vorkommen. Von diesem Abschnitt des Weges aus bietet sich ein guter Ausblick auf die Zypressen, Oleander und Hortensien des Parks, die umliegenden Berge und die Ebene von Riva del Garda, die sogenannte „Busa“.

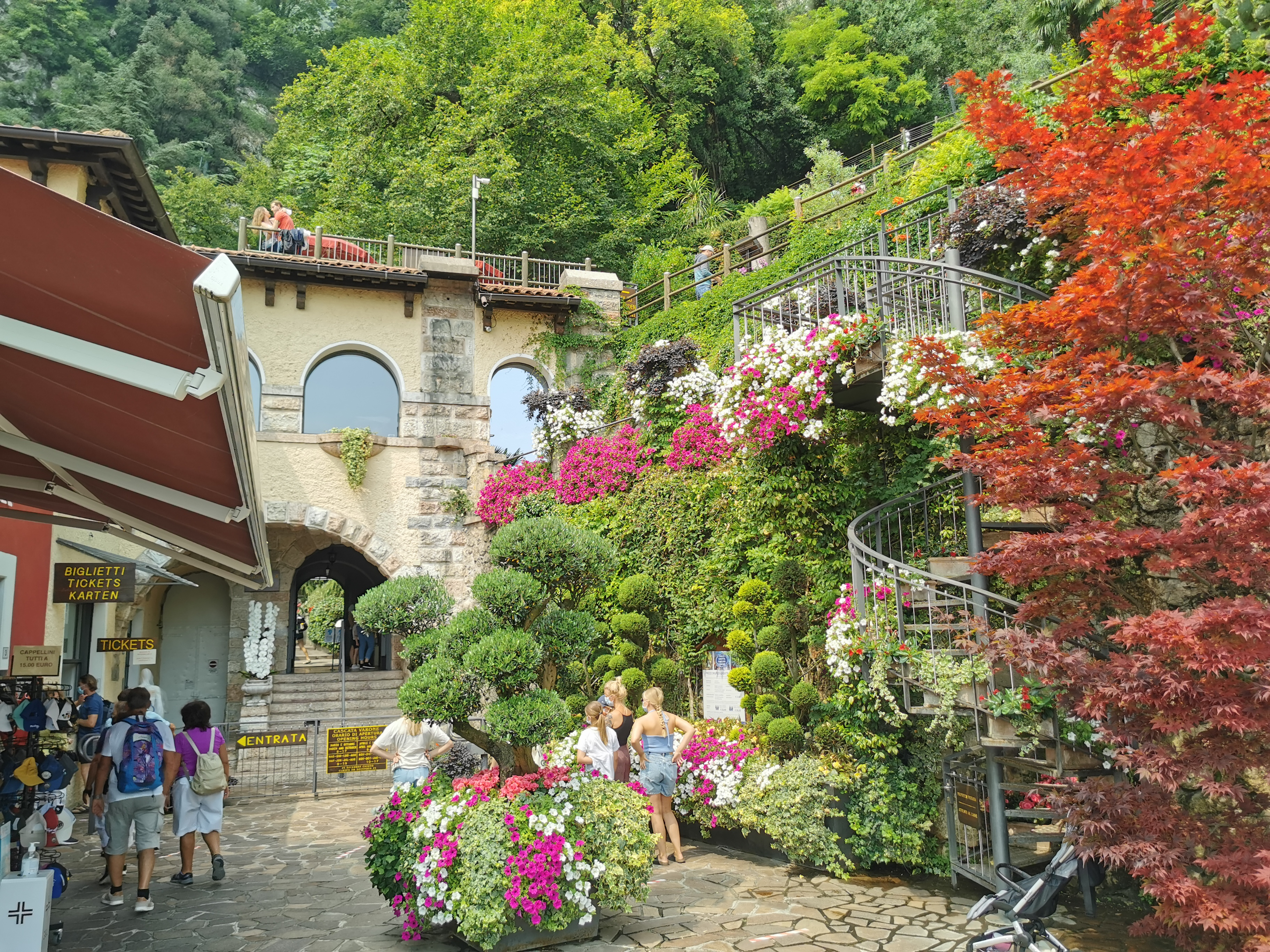
Eingang zum Parco Grotta Cascata Varone und dem Giardino Botanico mit dem von Giancarlo Maroni entworfenen Gebäudekomplex
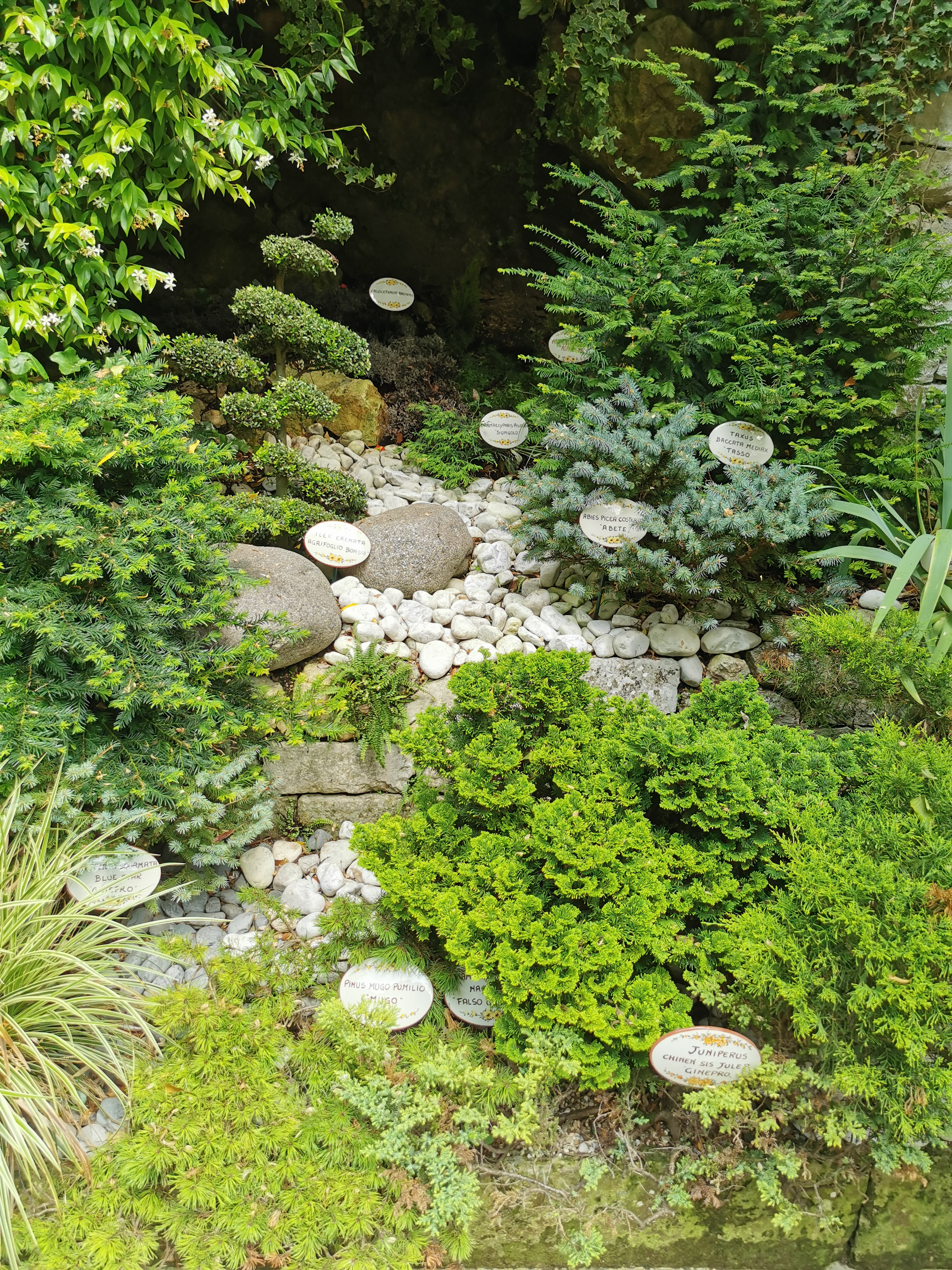
Verschiedene Pflanzen im Gardino Botanico
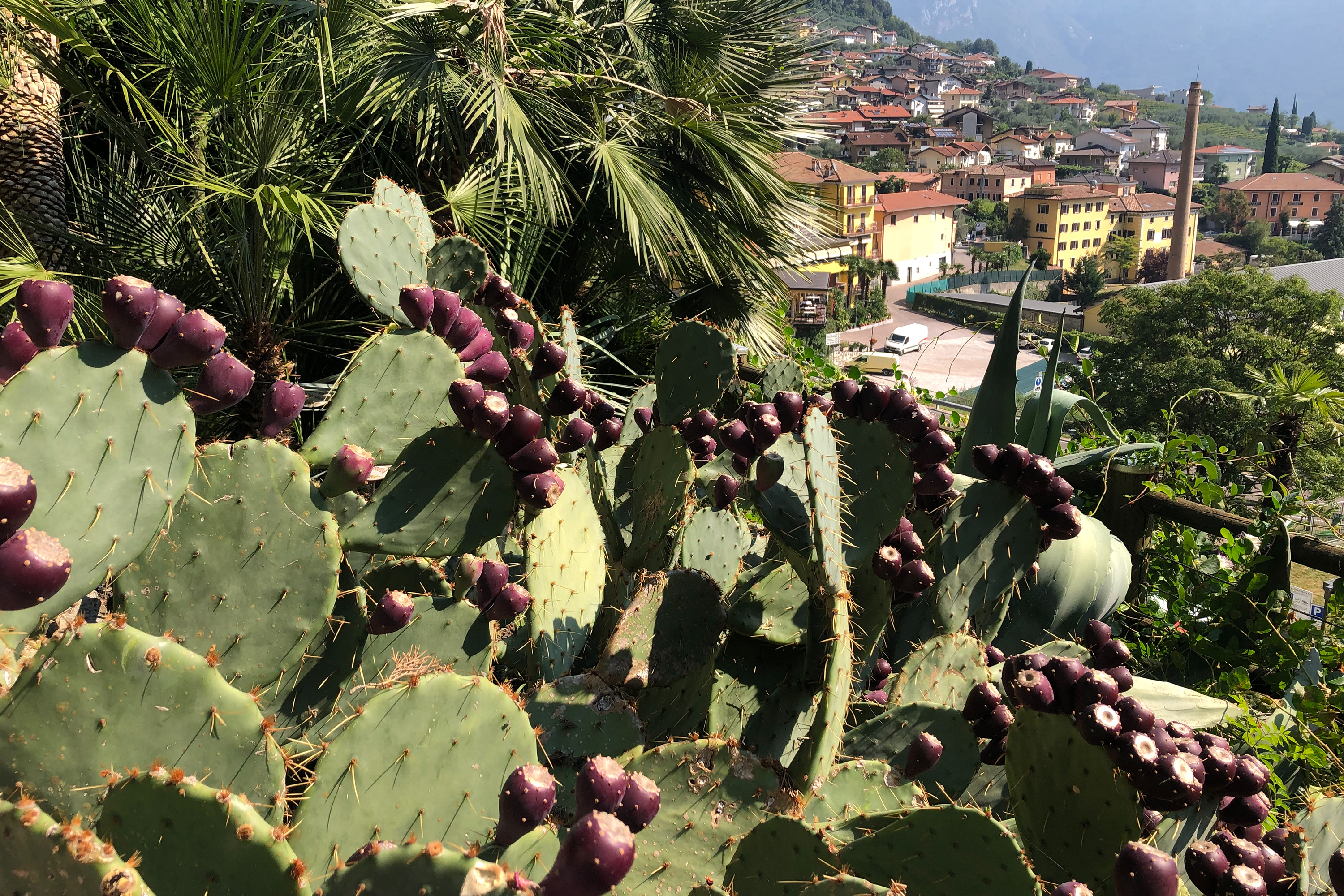
Kaktusfeigen im Botanischen Garten

## Wasserkraftwerk
Die Brüder Bozzoni planten bereits zu Beginn des 20. Jahrhunderts den Bau eines Wasserkraftwerks, das ihre Papierfabrik mit Strom versorgen sollte. 1903 legte ein Mailänder Unternehmen die ersten Pläne vor, wie die fast 100 Meter Fallhöhe des Magnonebaches für die Stromerzeugung auszunutzen seien. Um den Wasserfall nicht in ein Rinnsal zu verwandeln, sollte die Wasserentnahme geregelt werden. Das Projekt stieß bei der Gemeindeverwaltung in Riva dennoch auf Widerstand, weil sie befürchtete, mit der Wasserentnahme eine der bedeutendsten Attraktionen für den in Riva gerade erst aufkommenden Fremdenverkehr zu verlieren. Die Angelegenheit endete schließlich in einem Rechtsstreit zwischen den Bozzoni und der Gemeinde Riva, der 1905 vom im k.k. Gerichtsbezirk Riva zuständigen Gericht zugunsten der Bozzoni entschieden wurde.
Das Gericht in Riva genehmigte den Bau allerdings unter Auflagen. So wurde die Wasserentnahme tagsüber auf 220 Liter pro Sekunde eingeschränkt, während nachts die doppelte Menge abgeleitet werden konnte. Die Gemeindeverwaltung focht das Urteil jedoch an. In zweiter Instanz entschied die Statthalterei in Innsbruck zugunsten der Gemeinde, woraufhin sich die Gebrüder Bozzoni an das zuständige k.k. Ackerbauministerium in Wien wandten. Das Ministerium entschied zugunsten der Bozzoni, bekräftigte aber die vom Gericht in Riva gemachten Auflagen. Bis zum Baubeginn vergingen dennoch zwei weitere Jahre. 1908 wurden der Kraftwerksgesellschaft, deren Mehrheitseigentümer die Gebrüder Bozzoni waren, die Konzessionen für die Stromversorgung der Gemeinden Tenno, Cologna-Gavazzo und Romarzollo erteilt. Später wurde der Strom des Kraftwerks Varone auch in den Orten Oltresarca, Dro, Ceniga, Pietramurata und Nago genutzt.
Im Februar 1909 wurde am Fuß des Wasserfalls das Wasserkraftwerk in Betrieb genommen, das die fast 100 Meter Fallhöhe für die Stromerzeugung ausnutzt. Zu dem Zweck wurde das Wasser des Magnone etwa 30 Meter vor der Fallkante über ein Einlaufbauwerk an der orographisch rechten Uferseite des Baches in ein Sammelbecken abgeleitet und über ein Druckrohr dem Maschinenhaus zugeführt. Das Maschinenhaus ist Teil des Gebäudekomplexes im Eingangsbereich des Parks. Die von Andritz in Graz gelieferte Turbine versorgte über zwei Generatoren die darunter liegende und später zur Fedrigoni-Gruppe gehörende Papierfabrik mit Strom. Das Kraftwerk leistete 420 kW. Im Ersten Weltkrieg wurde der Strom unter anderem für die Stromversorgung der österreichisch-ungarischen Höhenstellungen auf der Rocchetta oberhalb von Riva genutzt. Nach dem Ende des Krieges wurde der Strom nur noch für die nahe gelegene Papierfabrik produziert.

## Literarische Erwähnung
Die Wasserfälle wurden nach ihrer Erschließung in der zweiten Hälfte des 19. Jahrhunderts von mehreren Literaten in ihren Werken erwähnt, unter anderem von dem italienischen Dichter Andrea Maffei. Es waren aber insbesondere die Brüder Heinrich und Thomas Mann, auf die die Wasserfälle eine besondere Wirkung ausgeübt haben müssen. Die Brüder Mann hielten sich zwischen dem Ende des 19. und dem Beginn des 20. Jahrhunderts mehrmals in Riva auf. Heinrich Mann war erstmals 1893 Kurgast im direkt am Seeufer von Christoph Hartung von Hartungen geleiteten Sanatorium, in dem sich 1913 bei seiner zweiten Reise nach Riva auch Franz Kafka aufhielt. Im November 1901 folgte ihm auch sein Bruder Thomas Mann nach. Zu den Ausflugszielen der beiden Brüder gehörten auch die Wasserfälle, die nach der Elektrifizierung von Riva 1895 zum Teil in bunten Farben elektrisch beleuchtet wurden, was das Naturschauspiel noch beeindruckender machte.
Es war zuerst Heinrich Mann, der im letzten Kapitel seines 1903 erschienenen Romans Die Jagd nach Liebe den Besuch der Wasserfälle als Kulisse der Handlung einbaute.

„Das Innere des Berges strahlte elektrisch. Der Fall toste, eine enge Brücke führte darüber hinweg.“

Thomas Mann machte sich während seines ersten Sanatoriumaufenthaltes 1901 Notizen beim fast unvermeidlichen Abstecher nach Varone, Notizen, die er erst Jahrzehnte später im 1924 erstmals veröffentlichten Roman Der Zauberberg verarbeitete:

„Das Wasser strömt mit ohrenbetäubendem Geräusch in den hinteren Teil des tiefen, engen Abgrunds aus dicken, kahlen, rutschigen Felsen gebildet, die riesigen Fischbäuchen ähneln.“

Auch die folgende Beschreibung gibt ein durchaus realistisches Bild der Örtlichkeit wieder:

„Die Besucher waren dicht herangetreten auf schlüpfrigem Felsengrunde und betrachteten, feucht angeatmet und angesprüht, in Wasserdunst eingehüllt, die Ohren überfüllt und dicht verpolstert vom Lärm, dazu Blicke tauschend und mit verschüchtertem Lächeln die Köpfe schüttelnd, das Schauspiel, diese Dauerkatastrophe aus Schaum und Geschmetter, deren irres und übermäßiges Brausen sie betäubte, ihnen Furcht erregte und Gehörstäuschungen verursachte. Man glaubte hinter sich, über sich, von allen Seiten drohende und warnende Rufe zu hören, Posaunen und rohe Männerstimmen.“

## Sonstiges
Berühmte Besucher der Wasserfälle, die sich auch in das Gästebuch eintrugen, waren unter anderem Kaiser Franz Joseph, Gabriele D’Annunzio, Franz Kafka, Umberto II., Max Brod und Thomas Mann.